# Paramesotriton hongkongensis
Paramesotriton hongkongensis é uma espécie de anfíbio caudado pertencente à família Salamandridae. Endêmica da China.